# نانوم
نانوم هو ملك حكم الإمبراطورية الأكدية حيث اعتلى العرش في 2257 قبل الميلاد. بعد وفاة الحاكم السابق شار كالي شاري، تصارع نانوم على السلطة مع ثلاثة ملوك منافسين هم: إجيجي، إيمي، إيلولو.
حكم الملوك الأربعة لما يقدر ب ثلاث سنوات، اتسمت هذه الفترة بالارتباك الكبير حول أي منهم له السلطة الشرعية. لتنتهي هذه الفترة بحكم الملك دودو الأكدي الذي بسط سيطرته على أكد.